# Anomalía de Compton-Belkovich

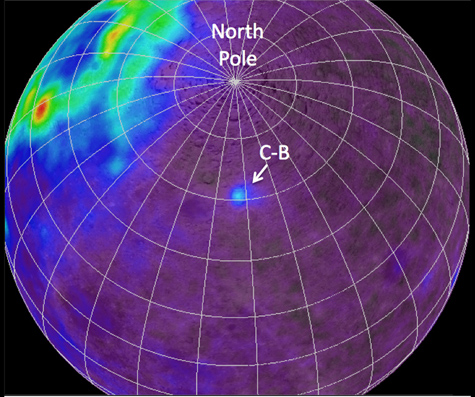
Localización de la anomalía en la Luna.

La anomalía de Torio-Compton Belkovich es un punto caliente (complejo volcánico) en el lado oculto de la Luna . Fue encontrado por medio de un espectrómetro de rayos gamma en 1998. Es un área de concentración de torio , un elemento radiactivo. Las muestras de rocas lunares de las misiones Apolo revelaron que la mayoría del vulcanismo lunar se produjo hace alrededor de 3000 a 4000 millones años, pero podría haber sido más reciente, como hace mil millones de años, debido a la historia desconocida del lado oculto de la Luna.

## Descripción
La anomalía de Compton-Belkovich fue encontrada en 1998 por el Espectrómetro de Rayos Gamma (GRS) a bordo del Lunar Prospector (LP) y, posteriormente identificada como un punto de acceso, situada en las coordenadas 61°06′N 99°30′E / 61.1, 99.5. La concentración de torio estimada alcanza 5,3 mg / g (5,3 microgramos por gramo), mientras que los basaltos de tierras altas que la rodean sólo contienen entre 0 y 2 g / g . En comparación con la concentración de torio de la Tierra de 0,06 g / g , la de la anomalía de Compton-Belkovich es muy alta. Tiene inusualmente alta reflectancia, identificada por un estudio de imagen visible, que se llevó a cabo más tarde por la nave espacial Clementine. Las imágenes de alta resolución de la Lunar Reconnaissance Orbiter (LRO) han permitido analizar las características de la superficie de la anomalía de Compton-Belkovich en 2011.

## Ubicación

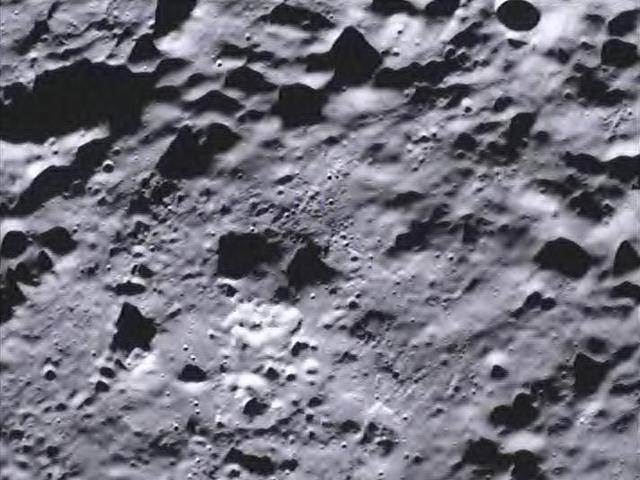
Acercamiento. Foto tomada por la sonda Ebb de la NASA

La anomalía se encuentra entre el cráter Belkovich, que tiene un diámetro de 214 kilómetros (133 millas) de ancho, y el cráter Compton, que tiene 162 kilómetros (101 millas) de ancho. La región en su conjunto es de 32 kilómetros ( 20 millas) de ancho y 18 kilómetros (11 millas) de largo.
El centro de la región es un complejo volcánico, de 25 kilómetros (16 millas) a 35 kilómetros (22 millas) de ancho, situado entre los cráteres Belkovich y Compton. Se trata de una extensión de 900 kilómetros (560 millas) de la extensión nororiental del terreno KREEP Procellarum  (un área que tiene una gran abundancia de KREEP, un tipo de suelo lunar de composición geoquímica característica).

## Características
En el centro de la región elevada se encuentra una depresión; esta está limitada por escarpes y puede ser algún tipo de caldera. Justo al norte está el Domo Pequeño, de 500 metros (1.600 pies) de diámetro. Más al norte se encuentra una cúpula alargada, orientada de norte a sur, llamada Domo Medio, de 2,5 kilómetros (1,6 millas) de largo y 0,6 kilómetros (0,37 millas) de ancho. Tanto el Domo Pequeño como el Domo Medio tienen bloques en la parte superior que pueden ser bombas volcánicas. El Gran Domo está más al norte en el borde de la anomalía, de 2,5 kilómetros (1,6 millas) de diámetro con una depresión en la parte superior.
Una extensión del material reflectante se extiende hacia el sureste de la región elevada en cerca de 7 kilómetros (4.3 millas). Esto puede ser un flujo piroclástico. Esta zona más altamente reflectante también coincide con un área que muestra una característica de Christiansen, con menor longitud de onda. Se refleja más fuertemente en el intervalo 7,1 a 7,5 micras, lo que indica que el constituyente principal puede ser cuarzo o feldespato alcalino.